# Baderich (Altthüringer)
Baderich oder Balderich („der Kühnreiche“, * zwischen 480 und 490; † um 530) war ein Sohn des Thüringer Königs Bisinus.
Seine beiden Brüder hießen Herminafried und Berthachar, seine Schwester Raicunda war mit dem langobardischen König Wacho verheiratet. Nach dem Tod seines Vaters (†500-510) teilten sich die drei Brüder das Reich auf. Offenbar nahm Herminafried eine Vorrangstellung ein, dies lässt sich aus den nachfolgenden Ereignissen erschließen.
Gregor von Tours schreibt, dass Herminafried, nachdem dieser Berthachar umgebracht hatte, durch Aufhetzung seiner Gemahlin Amalaberga den Frankenkönig Theuderich beauftragt hat, Baderich zu ermorden. Als Lohn für diese Tat sollte das Gebiet Baderichs unter Herminafried und Theuderich aufgeteilt werden. Theuderich besiegte Baderich in einer Schlacht, in welcher der Thüringerkönig fiel. Herminafried dachte aber nicht mehr daran, das Reich zu teilen. So entstand eine Feindschaft zwischen den beiden Königen, die dann zur Schlacht an der Unstrut 531 geführt haben soll. Doch da Gregor ein Franke war und diese den Thüringern feindlich gegenüberstanden, ist nicht bekannt, inwiefern diese Geschichte der Wahrheit entspricht.
In der neueren Forschung wird angenommen, dass Baderich noch vor den fränkischen Invasionen in das Thüringerreich (erste Angriffe erfolgten 529, 531/34 wurde das Reich erobert) verstarb. Er starb anscheinend vor seinem Bruder Herminafried (keine zuverlässigen Details in den Quellen).
Baderich hinterließ keine Nachkommen und blieb offenbar unverheiratet.